# تاریک‌شدن زمین

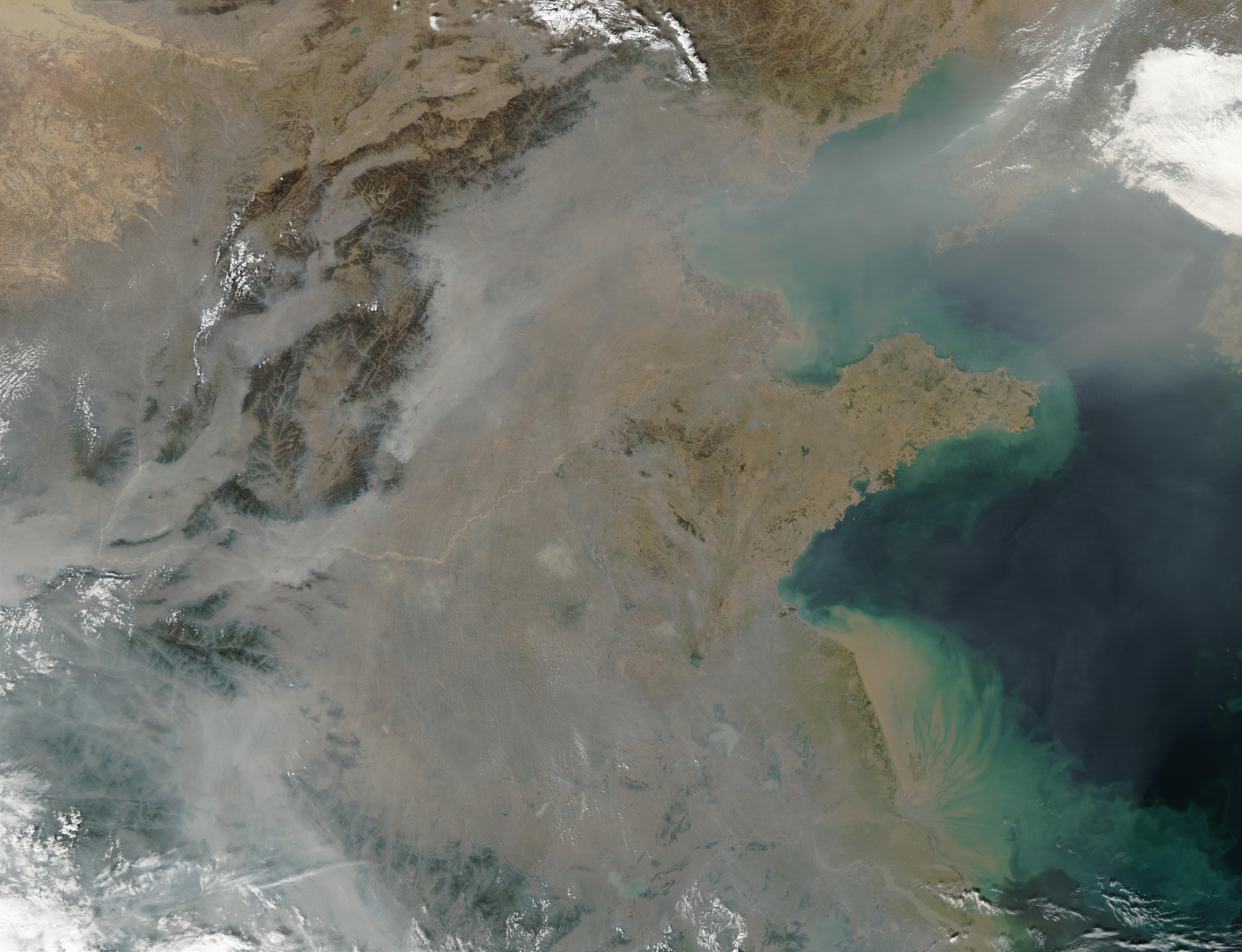
نمایی از آلودگی شرق چین در ۱۶ اکتبر ۲۰۰۲

تاریک‌شدن زمین پدیده‌ای بود که به‌مدت چند دهه پس از آغاز اندازه‌گیری‌های نظام‌مند میزان تابش‌گیری زمین در دههٔ ۱۹۵۰ روی داد. در حقیقت، این عنوان به واقعه‌ای اشاره دارد که در مدت سه دهه، در حد فاصل سال‌های ۱۹۶۰ و ۱۹۹۰ به‌وقوع پیوست و در طی آن به شکل تدریجی، اما پیوسته و بدون انقطاع، از میزان تابش‌گیری مستقیم جهانی در سطح زمین به‌طور چشم‌گیری کاسته‌شد. شدت این رخداد در سراسر زمین یکسان نبود و از مکانی به مکان دیگر تفاوت داشت، با این وجود تخمین زده می‌شود که به مدت سه دهه از سال ۱۹۶۰ تا سال ۱۹۹۰ موجب کاهش ۴ درصدی میانگین تابش‌گیری زمین شده‌است.